# Tony van Diepen
Tony van Diepen (Heerhugowaard, 17 april 1996) is een Nederlandse atleet, die zich heeft gespecialiseerd in de 400 m en 800 m. Vooral op eerstgenoemd onderdeel boekte hij successen. Naast een serie nationale titels won hij brons op de 400 m tijdens de Europese indoorkampioenschappen van 2019. Vooral in het oog springen echter zijn prestaties als lid van de nationale estafetteploeg op de 4 × 400 m estafette en de 4 × 400 m gemengde estafette. Op de eerste estafettediscipline werd hij tweemaal Europees indoorkampioen, veroverde hij zilver op de Olympische Spelen, goud op de World Athletics Relays 2021 en tweemaal brons op de wereldindoorkampioenschappen. Op de recent aan het wedstrijdprogramma toegevoegde 4 × 400 m gemengde estafette werd al eenmaal zilver op een WK outdoor behaald en in 2025 in eigen huis de Europese indoortitel veroverd. 

## Biografie

### Start en jeugdprestaties
Van Diepen stamt uit een atletiekfamilie. Zijn vader was in zijn tijd een verdienstelijke 3000 m steepleloper en het sportieve rolmodel voor zijn zoon. Als zesjarige pupil startte Van Diepen junior met atletiek bij AV Hera in Heerhugowaard, waar hij in eerste instantie werd getraind door zijn overgrootvader, later overgenomen door zijn oma Hennie Winkel en moeder Bianca.
Al gauw nadat hij in 2012 door bondstrainer Grete Koens was uitgenodigd om op Papendal te komen trainen, boekte Van Diepen zijn eerste successen. Reeds in 2013 veroverde hij als B-junior zijn eerste nationale jeugdtitel op de 800 m. Een jaar later was hij op deze afstand ook bij de A-junioren bij de nationale indoorkampioenschappen de snelste, gevolgd door een zilveren medaille bij de nationale baankampioenschappen. Zijn snelste tijd had hij toen al bijgesteld tot 1.50,48.
In 2015 stapte Van Diepen over op de 400 m en prompt werd hij dat jaar zowel in- als outdoor A-junior kampioen van Nederland. 
Op de internationale jeugdkampioenschappen waaraan hij in die jaren deelnam, slaagde hij er niet in om door te stoten tot een finaleplaats, ook al was hij er op de 800 m in 2014 tijdens de WK U20 in Eugene dichtbij. Nadat hij zich in een goede 1.50,04 had geplaatst voor de halve finale, viel hij daarin met een vierde plaats in 1.50,86 net buiten de boot.

### Progressie als senior
In 2016, zijn eerste jaar bij de senioren, verbeterde Van Diepen zijn PR op de 800 m tot 1.48,51. Op nationale kampioenschappen kwam hij voortaan echter uit op de 400 m, waarop hij eerst enkele zilveren medailles behaalde, alvorens hij op de Nederlandse indoorkampioenschappen in 2018 zijn eerste titel veroverde. Die prolongeerde hij vervolgens drie keer, maar in 2021 zette Liemarvin Bonevacia hem de voet dwars, ook al had die er een Nederlands record van 45,99 s voor nodig om Van Diepen in de eindsprint te verslaan. Tegenover die indoorsuccessen staat 'slechts' één nationale titel op een buitenbaan: in 2018 werd hij zowel in- als outdoor nationaal kampioen. Dat jaar debuteerde hij ook als lid van de nationale estafetteploeg op de 4 × 400 m estafette op een groot kampioenschapstoernooi. Bij de Europese kampioenschappen in Berlijn werd hij samen met Liemarvin Bonevacia, Nick Smidt en Ramsey Angela vierde in de serie in 3.04,93.

### 2021: Goud en zilver op EK indoor
In 2021 kwam Van Diepen bij de Europese indoorkampioenschappen in Toruń uit op zowel de 400 m individueel als de 4 x 400 m estafette. Het leverde hem zilver en goud op, de beste prestaties van zijn carrière. Op de individuele afstand werd hij in 46,25 tweede voor zijn landgenoot Bonevacia, die hem op de NK indoor nog klop had gegeven. Eerder had hij in de halve finale zijn PR op deze afstand op 46,06 gesteld. Vervolgens stelde Van Diepen op de 4 x 400 m als 'anchorman' de overwinning van het Nederlandse team, dat verder bestond uit Jochem Dobber, Liemarvin Bonevacia en Ramsey Angela, veilig door in 3.03,45 alle concurrenten achter zich te houden. Voor het eerst in de geschiedenis werd een Nederlands team kampioen op de 4 x 400 m. De goede vorm waarin het Nederlandse viertal verkeerde werd vervolgens in mei bevestigd tijdens de World Relays in het Poolse Chorzów. In dezelfde formatie snelde het Nederlandse team op de 4 x 400 m naar de overwinning in 3.03,45 en opnieuw was het laatste loper Van Diepen die de winst in de eindsprint veilig stelde. Met dit resultaat verzekerde de ploeg zich van deelname aan de Olympische Spelen in Tokio.

### 2021: Zilver op OS
Van Diepen wilde echter meer. Niet alleen als estafetteloper wilde hij deelnemen aan de Spelen in Tokio, maar ook als individuele atleet en wel op zijn favoriete onderdeel, de 800 m. De kwalificatielimiet hiervoor was echter 1.45,20. Daar was hij nog maar één keer eerder, tijdens de Golden Spike in Ostrava in 2020, met 1.44,82 zo’n drietiende sec. onder gebleven. Een jaar later deed hij in dezelfde wedstrijd een nieuwe poging, maar bij die gelegenheid kwam hij een kleine tweetiende sec. te kort. Na enkele vergeefse pogingen in eigen land bereikte hij ten slotte bij een wedstrijd in Madrid zijn doel. In 1.45,17 zegevierde hij daar en daarmee stond zijn deelname aan de 800 m op de Spelen dus ook vast.
Op 31 juli beleefde Van Diepen op de Spelen in Tokio zijn olympisch debuut in de series van de 800 m. Zou hij alleen op dit onderdeel zijn uitgekomen, dan was het daarbij gebleven, want hij werd in zijn serie zesde in 1.46,03. Om door te gaan naar de volgende ronde had hij ten minste zijn eerdere kwalificatietijd van 1.45,17 moeten verbeteren tot 1.45,07.
Beter verging het hem een week later op de 4 × 400 m. In de series van deze estafette werd hij samen met Jochem Dobber, Terrence Agard en Ramsey Angela vijfde in 2.59,06, een flinke verbetering van het Nederlandse record, dat sinds 2017 op 3.02,37 stond. Bovendien had voor het eerst een Nederlands estafetteviertal de drie minutengrens doorbroken. Hun tijd bleek net voldoende om zich als tweede tijdsnelste team voor de finale te plaatsen. Hierin groeide het Nederlandse kwartet, met Bonevacia als startloper in plaats van Dobber, boven zichzelf uit. Nadat Agard als tweede loper het team van de zesde naar de vierde plaats had getild, zorgde Van Diepen ervoor dat er een podiumplaats inzat. Slotloper Angela maakte vervolgens de sensatie compleet door verder naar voren op te stomen, vlak voor de finish zelfs het team van Botswana te passeren en al doende een historische zilveren plak te veroveren in 2.57,18, alweer bijna twee seconden sneller dan de tijd in de series. Bovendien werd hiermee door de Nederlandse atletiekequipe een totaalscore bereikt van zes medailles, een unieke prestatie. Voor Van Diepen betekende het olympische zilver op de 4 × 400 m estafette een absoluut hoogtepunt in zijn carrière. 

## Kampioenschappen

### Internationale kampioenschappen
| Onderdeel         | Titel                   | Jaar       |
| ----------------- | ----------------------- | ---------- |
| 4 × 400 m         | World Relays kampioen   | 2021       |
| 4 × 400 m         | Europees indoorkampioen | 2021, 2025 |
| 4 × 400 m gemengd | Europees indoorkampioen | 2025       |

### Nederlandse kampioenschappen
Outdoor
| Onderdeel | Jaar |
| --------- | ---- |
| 400 m     | 2018 |

Indoor
| Onderdeel | Jaar                   |
| --------- | ---------------------- |
| 400 m     | 2018, 2019, 2020, 2024 |

## Persoonlijke records
Outdoor
| Onderdeel | Prestatie | Datum        | Plaats            |
| --------- | --------- | ------------ | ----------------- |
| 400 m     | 45,83 s   | 30 juni 2019 | La Chaux-de-Fonds |
| 800 m     | 1.44,14   | 18 juni 2022 | Parijs            |

Indoor
| Onderdeel | Prestatie | Datum            | Plaats |
| --------- | --------- | ---------------- | ------ |
| 400 m     | 46,06 s   | 5 maart 2021     | Toruń  |
| 800 m     | 1.46,36   | 15 februari 2023 | Liévin |

## Palmares

### 400 m
- 2015: 4e NK - 48,40 s
- 2016:  NK indoor - 47,52 s
- 2017:  NK indoor - 46,87 s
- 2017: 5e in serie EK indoor - 48,57 s
- 2017:  Meeting voor Mon in Kessel-Lo - 46,43 s
- 2018:  NK indoor - 46,99 s
- 2018: 7e FBK Games - 46,45 s
- 2018:  Gouden Spike - 47,54 s
- 2018:  NK - 46,91 s
- 2019:  NK indoor - 46,81 s
- 2019:  EK indoor - 46,13 s (NR)
- 2019: 7e FBK Games - 46,44 s
- 2019:  NK - 46,44 s
- 2019:  Morten Games in Dublin - 46,28 s
- 2020:  NK indoor - 46,44 s
- 2020: 5e NK - 47,97 s (in serie 46,95)
- 2021:  NK indoor - 46,17 s
- 2021:  EK indoor - 46,25 s (in ½ fin. 46,06 s)
- 2022:  NK indoor - 46,88 s (in serie 46,62 s)
- 2022: 4e NK - 46,47 s
- 2024:  NK indoor - 46,30 s

Diamond League-resultaten
- 2016:  Weltklasse Zürich - 1.48,51
- 2017: 7e Weltklasse Zürich - 1-51,00

### 800 m
- 2014:  NK indoor - 1.51,39
- 2014: 4e in ½ fin. WK U20 te Eugene - 1.50,86 (in serie 1.50,04)
- 2014: 9e Flame Games te Amsterdam - 1.49,25
- 2015: 4e NK indoor - 1.51,11
- 2015: 10e FBK Games - 1.50,46
- 2016:  Meeting voor Mon - 1.49,18
- 2017: 7e FBK Games - 1.48,03
- 2017: 4e Gouden Spike - 1.48,79
- 2017: 4e in serie EK U23 in Bydgoszcz - 1.50,38
- 2018:  Nijmegen Global Athletics - 1.48,39
- 2018:  Bruxelles Grand Prix - 1,48,48
- 2019:  Next Generation Athletics in Nijmegen - 1.46,90
- 2020: 4e Golden Spike Ostrava - 1.44,82
- 2021:  Golden Spike Ostrava - 1.45,36
- 2021: 7e FBK Games - 1.47,86
- 2021:  Gouden Spike - 1.46,83
- 2021:  Meeting Madrid 2021 - 1.45,17
- 2021: 6e in serie OS - 1.46,03
- 2022:  Irena Szewińska Memorial in Bydgoszcz - 1.44,31
- 2022:  Paavo Nurmi Games in Turku - 1.44,24
- 2022: 6e in ½ fin. WK - 1.46,70 (in serie 1.46,59)
- 2022: 6e in ½ fin. EK - 1.47,64
- 2024:  NK - 1.46,35
- 2025:  NK - 1.48,60

Diamond League-resultaten
- 2016: 8e Memorial Van Damme - 1.49,11 (nat. progr.)
- 2022:  Meeting de Paris - 1.44,14
- 2022:  Kamila Skolimowska Memorial - 1.45,80

### 1000 m
Diamond League-resultaten
- 2022: 10e Herculis - 2.17,06

### 4 x 400 m
- 2018: 4e in serie EK - 3.04,93
- 2019: 5e B-fin. World Athletics Relays in Yokohama - 3.05,15 (in serie 3.04,30)
- 2021:  EK indoor - 3.06,06 (NR)
- 2021:  World Athletics Relays - 3.03,45
- 2021:  OS - 2.57,18 (NR)
- 2022:  WK indoor - 3.06,90
- 2024:  WK indoor - 3.04,25 (NR)
- 2025:  EK indoor - 3.04,95

### 4 x 400 m gemengd
- 2021: 8e World Athletics Relays - 3.21,02[1]
- 2022:  WK – 3.09,90 (NR)
- 2025:  EK indoor - 3.15,63